# Cyrnellus fraternus
Cyrnellus fraternus là một loài Trichoptera trong họ Polycentropodidae. Loài này có ở Neotropisch và miền Tân bắc.